# 马颊河

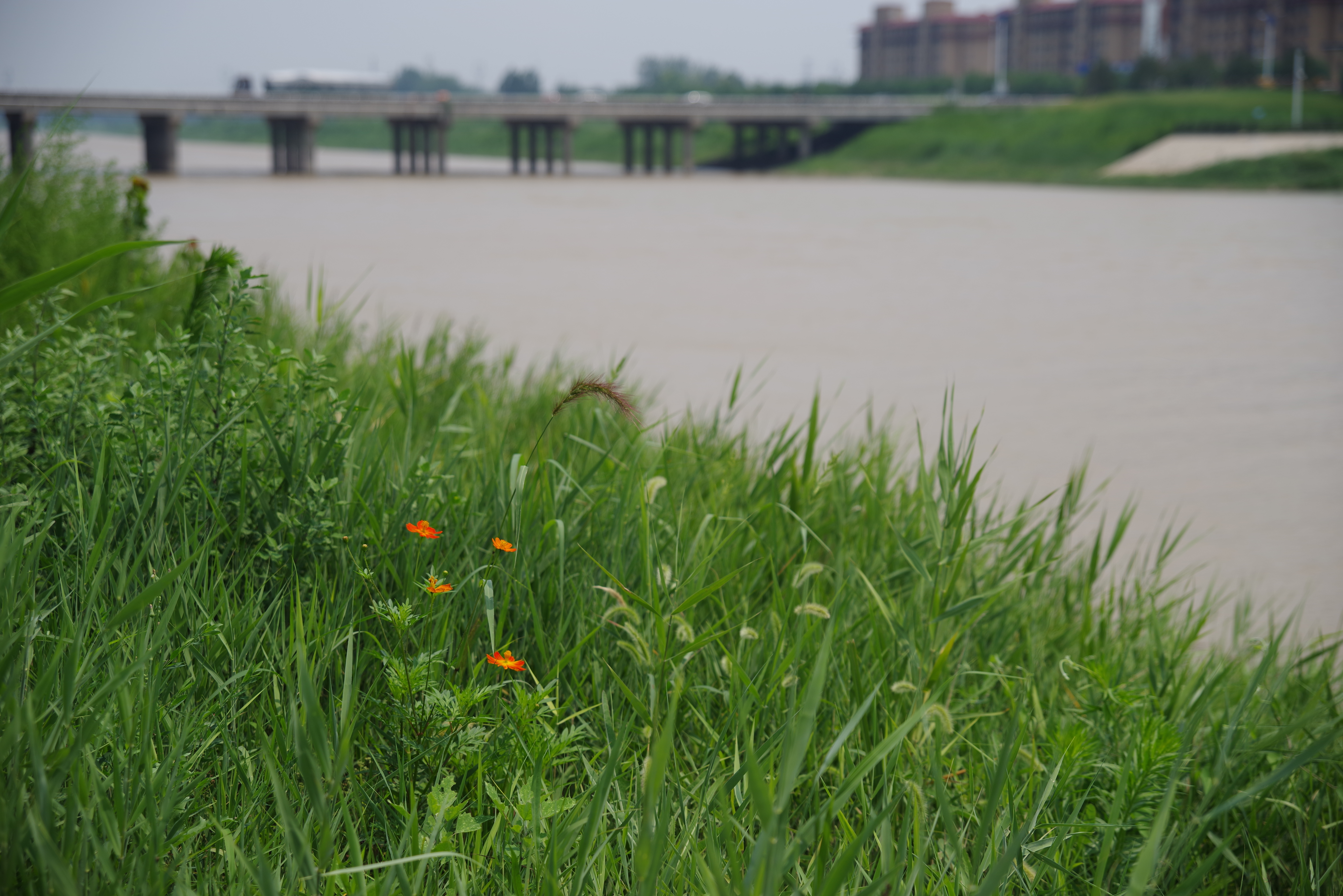
乐陵市境内的马颊河河岸

马颊河，是中国华北地区的一条自然河流，发源于河南省濮阳县金堤闸，流经河南濮阳、清丰、南乐，经河北省大名县、山东省莘县、冠县、聊城市东昌府区、茌平、临清、无棣县等17个市县区，在无棣县沙头堡东北入渤海。全长435公里，流域面积8963平方公里，
马颊河由河南省南乐县平邑村入大名县境，境内有老柴河、红雁江、刘店渠、张铁集渠、消灾渠5条排水渠道汇入，均发源于大名县。其中消灾渠经山东的沙姑庙沟和张铁集渠，经山东的道庄沟、刘店渠，经阮庄沟东，汇入山东省红雁江后汇入马颊河干流；红雁江经山东省辛庄沟汇入马颊河干流；老柴河由大名县的冢北村东南汇入马颊河干流。
邯郸境内马颊河长25.5公里，流域面积361平方公里，流域主要分布于大名县境内：共12个乡、169个自然村，为黄河冲积平原，地势较平坦，土层深厚，耕地面积34.32万亩。马颊河自南宋初黄河南徙后，已成为季节性排涝河道，常年干涸，汛期遇雨行洪。